# Jelena Goeljajeva
Jelena Viktorovna Goeljajeva-Rodina (Russisch: Елена Викторовна Гуляева) (Moskou, 14 augustus 1967) is een atleet uit Rusland.
In juli 1991 testte ze positief op een dopingcontrole, en werd ze voor twee jaar uitgesloten.
Op de Olympische Zomerspelen van Atlanta in 1996 deed Goeljajeva mee aan het onderdeel hoogspringen. Ze behaalde de vierde plaats.
- World Athletics: 14297884